# Karl August Bettermann
Karl August Bettermann (* 4. August 1913 in Barmen; † 11. Dezember 2005 in Hamburg) war ein deutscher Jurist, der als Richter und Hochschullehrer sowohl im Öffentlichen Recht als auch im Zivilrecht wirkte.

## Leben
Bettermann ist in einer alten Kaufmannsfamilie in Hagen aufgewachsen. Seine Eltern waren Carl Bettermann und Helene Bettermann geb. Pollmann. Über die mütterliche Seite ist er der Cousin des  Pharmakologen Hermann Druckrey. Er besuchte von 1923 bis 1932 das Humanistische Gymnasium in Hagen.
Nach dem Abitur studierte er Rechtswissenschaft an der Justus-Liebig-Universität Gießen und der  Westfälischen Wilhelms-Universität Münster. 1932 wurde er Mitglied des Corps Starkenburgia. 1937  promovierte er in Gießen zum Dr. iur. Die Arbeit widmete er seinem „Lehrer und Freund“ Eduard Bötticher. Nach dem Ersten Staatsexamen im Herbst 1939 wurde er für fast sechs Jahre zur Luftnachrichtentruppe der Wehrmacht eingezogen.
Nach dem  Zweiten Weltkrieg wurde er 1945 Richter (insbesondere für Mietrecht) am Landgericht Hagen. 1948 habilitierte er sich mit einer durch Harry Westermann und Max Kaser betreuten Arbeit an der  Westfälischen Wilhelms-Universität Münster für Bürgerliches Recht und Zivilprozessrecht. In Münster blieb er bis 1956 als Privatdozent und  ao. Professor; daneben arbeitete er als Richter weiter. Nunmehr begann er sich mit dem  Öffentlichen Recht zu befassen. Von 1950 bis 1954 arbeitete er als Richter am Oberverwaltungsgericht Münster, wo er für  Wohnungs- und Beamtenrecht zuständig war. Anschließend war er für zwei Jahre Richter am  Bundesverwaltungsgericht in Berlin, wo er für Mietpreisrecht und  Sozialrecht zuständig war.
1956 wurde er o. Professor für Staats- und Verwaltungsrecht an der FU Berlin. Dort gründete er die Juristische Gesellschaft zu Berlin, deren Vorsitzender er 1965/66 war. 1970 wechselte er als Nachfolger seines Lehrers und Corpsbruders Eduard Bötticher auf den Hamburger Lehrstuhl für Zivilprozessrecht und allgemeine Prozessrechtslehre. 1978 wurde er  emeritiert. Zu seinen akademischen Schülern gehörten u. a. Arnulf Baring, Thomas Clemens, Konstantinos D. Kerameus, Hans-Jürgen Papier, Peter Raue, Wolf Jürgen Gaede, Bernd Rebe, Kersten Rosenau, Karl Albrecht Schachtschneider und Vasilios Skouris. Die Dissertation von Trutz Graf Kerssenbrock bewertete er als mangelhaft, wodurch Graf Kerssenbrock nicht bestand.
Jeder Besucher seines Hauses konnte beim Eintritt seinen Leitspruch ianua patet – cor magis lesen. Detlef Merten bezeichnete Bettermann 1983 in einer Würdigung zum 75. Geburtstag als arbiter elegantiarum. 1988 rahmte der Hamburger Übersee-Club die feierliche Überreichung des Sammelbandes Staatsrecht-Verfahrensrecht-Zivilrecht mit Bettermanns wichtigsten Schriften aus vier Jahrzehnten.

### Ehrenämter
Daneben war er in verschiedenen Positionen als Richter tätig. Von 1962 bis 1968 war er ehrenamtlicher Vorsitzender des Verwaltungsgerichtshofs der  Evangelischen Kirche der Union in Berlin. Von 1970 bis 1976 war er nebenamtlicher Richter am Hanseatischen Oberlandesgericht in Hamburg. Von 1971 bis 1986 war er Mitglied des  Hamburgischen Verfassungsgerichts und stellvertretender Vorsitzender des Justizprüfungsamtes beim Oberlandesgericht Hamburg.

### Familie
Bettermann war seit 1946 mit Eleonore geb. Weber verheiratet und hatte fünf Kinder. Der 2021 verstorbene Sohn Peter Bettermann war von 1997 bis 2012 Sprecher des Freudenberg-Konzerns.

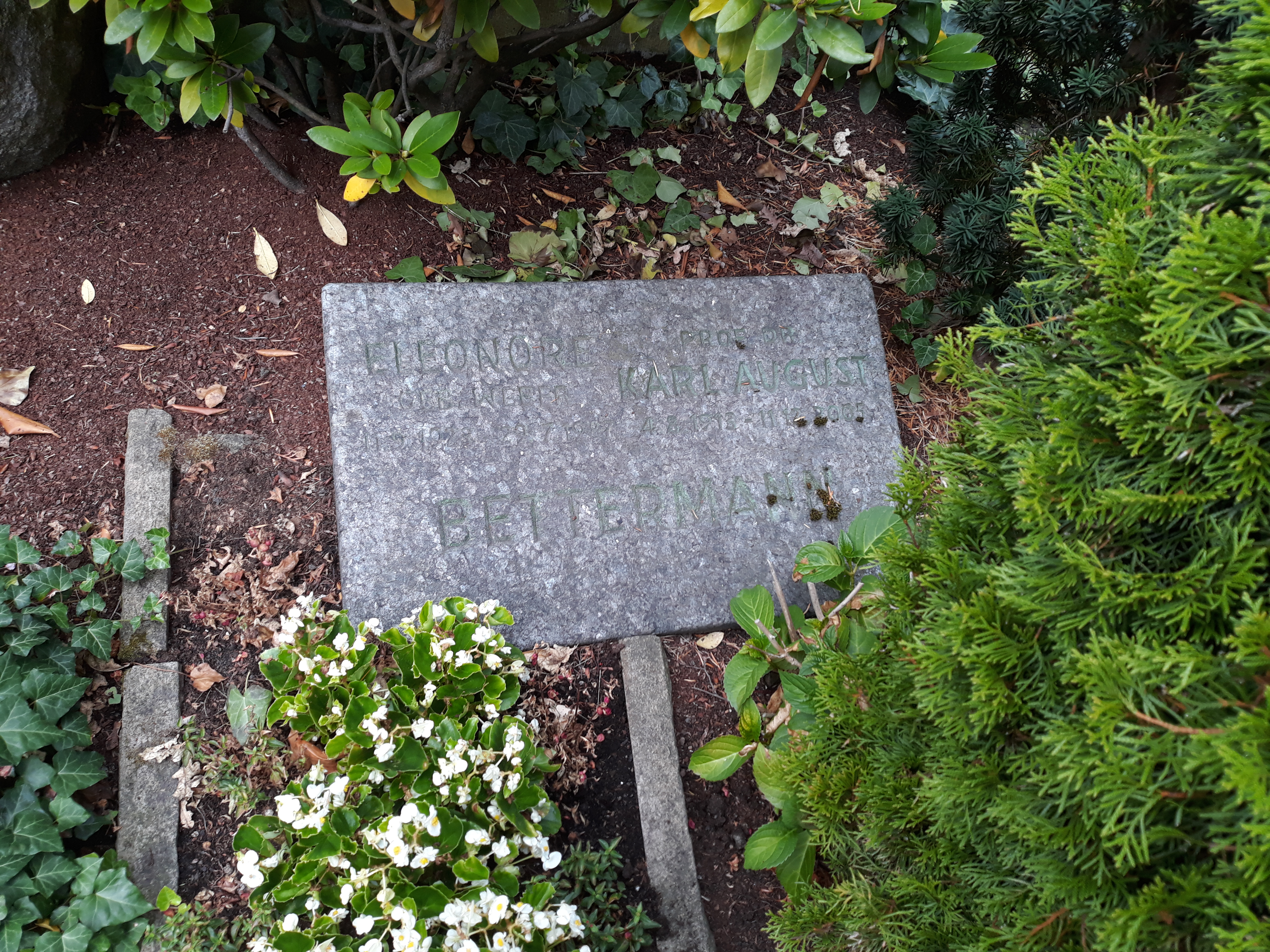
Das Grab von Eleonore und Karl August Bettermann auf dem Buschey-Friedhof in Hagen.

### Leistungen
Aufgrund seiner umfassenden Tätigkeit auf den verschiedensten Rechtsgebieten und in verschiedenen Positionen hat er auch die unterschiedlichsten Rechtsgebiete entscheidend mitgeprägt. Er verfasste Arbeiten im Zivil- und Zivilprozessrecht, leistete wichtige Beiträge zum öffentlichen Wohnungsrecht und beteiligte sich an der Ausgestaltung des  Verwaltungsprozessrechts.
Ende der 1950er Jahre leistete er einen wichtigen Beitrag zum Verfassungsrecht, indem er zusammen mit Hans Carl Nipperdey und Franz Neumann das Handbuch der Theorie und Praxis der Grundrechte herausgab. Bettermann prägte den Begriff der „Schranken-Schranken“, der sich in der deutschen Grundrechtsdogmatik zur Bezeichnung bestimmter Grenzen der verfassungsrechtlich zulässigen Einschränkung von Grundrechten eingebürgert hat.
Beim Festakt des Kösener Congresses 1967 in Würzburg sprach er über Demokratie und Eliten. Die Parteiendemokratie der (westdeutschen) Bundesrepublik Deutschland hielt er schon damals für eine Oligarchie.

„Je mehr unser Volk zur Wohlstandsgesellschaft sich entwickelt, je mehr unser soziales Leben und Denken sich materialisiert und das Sozialprestige sich an den wirtschaftlichen Erfolg knüpft, umso stärker sollten die Corps ihren ideellen Gehalt vertiefen und ihren Charakter als ideelle Gemeinschaft profilieren. Wie der Geist der Materie überlegen ist, so sind geistige und ideelle Gemeinschaften wirkungskräftiger und zukunftsträchtiger als Interessenverbände, Besitzklassen und Wirtschaftsgruppen.“

## Ehrungen
- 1980: Ehrendoktorwürde der Aristoteles-Universität Thessaloniki
- 1985: Emil-von-Sauer-Preis für Verdienste um die Hamburger Justiz
- 1994: Savigny-Medaille der Juristischen Gesellschaft zu Berlin
- 2001: Joachim-Jungius-Medaille der Joachim-Jungius-Gesellschaft der Wissenschaften

## Werke
- Vom stellvertretenden Handeln, Dissertationsschrift, Bochum 1937
- Die Vollstreckung des Zivilurteils in den Grenzen seiner Rechtskraft, Habilitationsschrift, Münster, 1949
- Das Wohnungsrecht als selbständiges Rechtsgebiet, Tübingen 1949
- Rechtshängigkeit und Rechtsschutzform, Detmold 1949
- Die Grundrechte. Handbuch der Theorie und Praxis der Grundrechte hrsg. in Verbindung mit H. C. Nipperdey und F. L. Neumann., 4 Bände, Berlin 1958 bis 1962
- Der Richter als Staatsdiener, Hamburg 1967
- Grenzen der Grundrechte, Berlin 1968
- Der totale Rechtsstaat, Göttingen 1986
- Die verfassungskonforme Auslegung – Grenzen und Gefahren, Heidelberg 1986